# Filmåret 2003

## Årets filmer

### Siffra (1,2,3...) eller specialtecken (@,$,?...)
- 2 Fast 2 Furious
- 21 gram

### A - G
- A Guy Thing
- A Man Apart
- A Mighty Wind
- A Tale of Two Sisters
- Absolon
- Afrikas hemligheter
- Agent Cody Banks
- Aileen: Life and Death of a Serial Killer
- Allt en tjej vill ha
- American Pie – The Wedding
- An Insomniac's Nightmare
- Anger Management
- Anything Else
- Arvet
- Atlantis – Milos återkomst
- Att döda ett barn
- Autopsy Room Four
- Bad Boys 2
- Bad Santa
- Baltic Storm
- Basic
- Beck – Pojken i glaskulan
- Beethovens femma
- Bells of Innocence
- Belly of the Beast
- Beyond Borders
- Big Fish
- Bionicle: Mask of Light
- Björnbröder
- Björnhammar - Sovstaden i skogen
- Boudica
- Brottsplats Hollywood
- The Brown Bunny
- Bruce den allsmäktige
- Capricciosa
- The Challenge
- Charlies änglar - Utan hämningar
- Chasing Papi
- Chess
- The Cooler
- The Core
- The Corporation
- Cradle 2 the Grave
- Crust
- Dagispapporna
- Daredevil
- Darkness Falls
- De 101 dalmatinerna II - Tuffs äventyr i London
- De barbariska invasionerna
- De bästa åren
- Den gråtande kamelen
- Den siste samurajen
- Den tredje vågen
- Det är mitt liv!
- Detaljer
- Djungel-George 2
- Djungelboken 2
- Dogville
- Down with Love
- Dracula II: Ascension
- Dragon Head
- The Dreamers
- Drömfångare
- Du ska nog se att det går över
- Dum och ännu dummare: När Harry mötte Lloyd
- Duplex
- Eiffeltornet
- Elavbrott
- Elephant
- Elf
- Elina – som om jag inte fanns
- Ett hus av sand och dimma
- Ett hål om dagen
- Ett land utan kvinnor
- Fantastiska Wilbur 2
- Far Side of the Moon
- Final Destination 2
- Flicka med pärlörhänge
- The Foreigner
- Freaky Friday
- Freddy vs. Jason
- Fria radikaler
- The Friedmans
- Fullt hus
- Fylla moppe
- Fäst vid dig
- Förbannelsen - The Grudge
- Förbannelsen fortsätter - The Grudge 2
- Galen i kärlek
- Georg Klein
- Gigli
- Globalisering: Från fattigdom till rikedom
- Godzilla: Tokyo S.O.S.
- Good Bye, Lenin!
- Gothika
- Grind

### H - N
- Haggard
- Hagström – Allt i musik
- Hannah med H
- Heart of America
- Hemliga begär
- Hitta Nemo
- Honey
- Horseplay
- House of 1000 Corpses
- House of the Dead
- How to Deal
- Hulk
- The Human Stain
- Hur man blir av med en kille på 10 dagar
- Håll käft!
- I Am David
- I Love Tits
- I Love Your Work
- I Triti Nixta
- Identity
- Imagining Argentina
- Inside Björk
- Intent
- Interstella 5555
- Intolerable Cruelty
- The Italian Job
- Jeepers Creepers 2
- Johnny English
- Just for Kicks
- Kal Ho Naa Ho
- Kalenderflickorna
- Kangaroo Jack
- Katten
- Kill Bill: Volume 1
- Kim Possible: Tidsapan
- Kommer du med mig då
- Konsten att städa
- Kontorstid
- Kontroll
- Kopps
- Kvinnorna på Rosenstrasse
- Köftbögen
- The League
- Legally Blonde 2
- Lejontämjaren
- Levity
- Livets hjul
- The Lizzie McGuire Movie
- Looney Tunes: Back in Action
- Lost in Translation
- Love Actually
- Love Don't Cost a Thing
- Luther
- Malibu's Most Wanted
- Mamma pappa barn
- Masked and Anonymous
- Master and Commander - Bortom världens ände
- Matchstick Men
- The Matrix Reloaded[1]
- The Matrix Revolutions[2]
- Mia Thalassa Makria
- Midsommar
- Miffo
- Misa mi
- The Missing
- Mitt liv som popstjärna
- Mitt liv utan mig
- Mona Lisas leende
- Monster
- Mors Elling
- Mulle Meck bygger
- My Boss's Daughter
- Mystic River
- Mördare utan minne
- Nabila
- Nasses stora film
- Nathalie...
- National Security
- Ned Kelly
- Nói Albínói
- Norrmalmstorg
- Nuan
- Närvarande

### O - U
- Old Boy - Hämnden
- Old School
- Om jag vänder mig om
- Once Upon a Time in Mexico
- Ondskan
- Ong-Bak
- Open Range
- Out for a Kill
- Out of Time
- Paradiset
- Paycheck
- Pentagon Papers, The
- Peter Pan
- Pieces of April
- Pirates of the Caribbean: Den svarta pärlans förbannelse
- Pojken utan ansikte
- Psalmer från köket
- Radio
- The Real Cancun
- Uppdraget
- Red Rover
- The Rundown
- Rånarna
- S.W.A.T.
- Sagan om konungens återkomst
- Saraband[3]
- Satungen
- Saw
- Scary Movie 3
- School of Rock
- Seabiscuit
- Sexy Sluts: Been There, Done That
- Shanghai Knights
- Shattered Glass
- Silmido
- The Sin Eater
- Sinbad: Legenden om de sju haven
- Skala 1:1
- Skenbart[4]
- Smala Sussie
- Smekmånaden
- The Snow Walker
- Spaden
- Sprickorna i muren
- Spy Kids 3-D: Game Over
- Spökhuset
- Station Agent
- Stitch! - Experiment 626
- Surplus
- Svidd neger
- Swedenhielms
- Swimming Pool
- Sylvia
- Så blev jag bisexuell av mitt kaffe
- Ta mina ögon
- Taxi 3
- Tears of the Sun
- Terminator 3
- Terrorister - en film om dom dömda
- The Texas Chainsaw Massacre
- The Cheetah Girls
- The Medallion
- The Wonderland Murders
- Tillfällig fru sökes
- Tokyo Godfathers
- Torremolinos 73
- Travellers and Magicians
- Tretton
- Trettondagsafton
- Trion från Belleville
- Tur & retur
- Underworld
- Une Nuit Au Bordel
- Uptown Girls
- Utan dig
- Utvecklingssamtal

### V - Ö
- Vargens tid
- Veronica Guerin - I sanningens tjänst
- View from the Top
- Vildmark
- Visitors
- The Wonderland Murders
- Wrong Turn
- X-men 2
- Young Adam
- Zatoichi
- Åter till Cold Mountain
- Återkomsten

## Händelser
- 15 juli - Mangaserien Onegai twins har premiär.

## Filmpriser

### Oscarspriser(i urval)
| Kategori:                  | Vinnare:                                     |
| -------------------------- | -------------------------------------------- |
| Bästa film:                | Sagan om konungens återkomst                 |
| Bästa regi:                | Peter Jackson (Sagan om konungens återkomst) |
| Bästa manliga huvudroll:   | Sean Penn (Mystic river)                     |
| Bästa kvinnliga huvudroll: | Charlize Theron (Monster)                    |
| Bästa manliga biroll:      | Tim Robbins (Mystic river)                   |
| Bästa kvinnliga biroll:    | Renée Zellweger (Åter till Cold Mountain)    |
| Bästa utländska film:      | De barbariska invasionerna (Kanada)          |

För komplett lista se Oscarsgalan 2004.

### Guldbaggar: (i urval)
| Kategori:                  | Vinnare:                                      |
| -------------------------- | --------------------------------------------- |
| Bästa film:                | Ondskan                                       |
| Bästa regi:                | Björn Runge (Om jag vänder mig om)            |
| Bästa manliga huvudroll:   | Jonas Karlsson (Detaljer)                     |
| Bästa kvinnliga huvudroll: | Ann Petrén (Om jag vänder mig om)             |
| Bästa manliga biroll:      | Ingvar Hirdwall (Om jag vänder mig om)        |
| Bästa kvinnliga biroll:    | Bibi Andersson (Elina- som om jag inte fanns) |
| Bästa utländska film:      | Timmarna (USA)                                |

## Avlidna
- 5 januari – Ingemar Pallin, svensk sångare, skådespelare och radioman.
- 17 januari
  - Richard Crenna, amerikansk skådespelare.
  - Rolf "Rulle" Lövgren, svensk revyartist.
- 19 januari – Erik Müller, svensk författare, manusförfattare och filmkritiker.
- 4 februari – Mille Schmidt, svensk skådespelare, revyartist och regissör.
- 5 februari – Torsten Sjöholm, svensk skådespelare.
- 10 februari – Lars-Eric Kjellgren, svensk regissör och manusförfattare.
- 3 mars – Kenneth "Kenta" Gustafsson, svensk sångare och missbrukare som blev känd genom Dom kallar oss mods.
- 12 mars – Lynne Thigpen, amerikansk skådespelare.
- 16 mars – Lars Passgård, svensk skådespelare.
- 1 april – Leslie Cheung, kinesisk skådespelare och sångare.
- 1 april – Sven Holmberg, svensk skådespelare och sångare.
- 11 april – Niels Dybeck, svensk skådespelare.
- 14 maj
  - Dame Wendy Hiller, brittisk skådespelare.
  - Robert Stack, amerikansk skådespelare.
- 15 maj – Rune Waldekranz, svensk filmproducent, manusförfattare, författare och filmforskare.
- 23 maj
  - Kerstin Berger, svensk skådespelare.
  - Jean Yanne, fransk skådespelare och regissör
- 12 juni – Gregory Peck, amerikansk skådespelare.
- 15 juni
  - Hume Cronyn, amerikansk skådespelare och manusförfattare.
  - Philip Stone, brittisk skådespelare.
- 27 juni – David Newman, amerikansk manusförfattare.
- 29 juni – Katharine Hepburn, amerikansk skådespelare.
- 7 juli – Arne Andersson, svensk skådespelare och operasångare.
- 19 juli – Rune Hassner, fotograf och filmare.
- 22 juli – Marie Ahrle, svensk skådespelare.
- 27 juli – Bob Hope, engelsk-amerikansk entertainer och skådespelare.
- 1 augusti – Marie Trintignant, fransk skådespelare.
- 30 augusti – Charles Bronson, amerikansk skådespelare.
- 8 september – Leni Riefenstahl, tysk filmregissör och fotograf.
- 11 september – John Ritter, amerikansk skådespelare.
- 12 september – Ann Mari Ström, svensk skådespelare och teaterpedagog.
- 27 september – Donald O'Connor, amerikansk skådespelare.
- 29 september – Elia Kazan, amerikansk filmregissör.
- 9 oktober – Ruth Hall, amerikansk skådespelare.
- 12 november – Jonathan Brandis, amerikansk skådespelare.
- 14 november – Gene Anthony Ray, amerikansk skådespelare.
- 30 november – Verner Edberg, svensk skådespelare.
- 1 december – Fernando Di Leo, italiensk filmskapare.
- 12 december – Keiko, späckhuggare som var stjärna i de amerikanska filmerna om späckhuggaren Willy.
- 16 december – Ellika Mann, svensk skådespelare.
- 19 december – Hope Lange, amerikansk skådespelare.
- 27 december – Alan Bates, brittisk skådespelare.
- 28 december – Torbjörn Jahn, svensk musiker och skådespelare.
- 30 december – Anita Mui , kinesisk sångerska och skådespelare.

### Fotnoter
1. ↑  IMDB, läst 1 mars 2012
2. ↑  IMDB, läst 1 mars 2012
3. ↑   När Var Hur 2005. DN
4. ↑  IMDB, läst 29 februari 2012